# G Hannelius
Genevieve Knight Hannelius (sinh ngày 22 tháng 12 năm 1998) là một nữ diễn viên, ca sĩ và nhân vật YouTube người Mỹ, người đã xuất hiện lần đầu với vai diễn Courtney Patterson trong loạt phim Surviving Suburbia (2009) của đài ABC. Cô đã có các vai diễn định kỳ trong loạt phim Disney Channel Sonny with a Chance (2009–2010) và Good Luck Charlie (2010–2011), và nhanh chóng được công nhận với vai Avery Jennings trong bộ phim sitcom Dog with a Blog của Disney Channel.

## Tiểu sử
Hannelius sinh ra ở Boston, Massachusetts với Eric và Karla Hannelius. Cha cô là người Thụy Điển. Cô chuyển đến Yarmouth, Maine năm ba tuổi, sau đó chuyển đến Los Angeles năm chín tuổi cùng gia đình để theo đuổi diễn xuất. Cô ấy là cựu sinh viên của Xưởng diễn viên trẻ có trụ sở tại Los Angeles. Cô tốt nghiệp trường trung học Sierra Canyon vào tháng 5 năm 2017. Vào tháng 1 năm 2022, Hannelius chuyển đến Thành phố New York, New York.

## Danh sách phim

### Điện ảnh
| Năm  | Tựa đề                       | Vai           | Ghi chú                       |
| ---- | ---------------------------- | ------------- | ----------------------------- |
| 2009 | Black & Blue                 | Zoe           |                               |
| 2010 | The Search for Santa Paws    | Janie         |                               |
| 2010 | Den Brother                  | Emily Pearson | Disney Channel Original Movie |
| 2011 | Spooky Buddies               | Rosebud       | Diễn viên lồng tiếng          |
| 2012 | Treasure Buddies             | Rosebud       | Diễn viên lồng tiếng          |
| 2012 | Santa Paws 2: The Santa Pups | Charity       | Diễn viên lồng tiếng          |
| 2013 | Super Buddies                | Rosebud       | Diễn viên lồng tiếng          |
| 2020 | Day 13                       | Heather       |                               |
| 2022 | Along for the Ride           | Leah          |                               |
| 2023 | Sid is Dead                  | Tiff          |                               |

### Truyền hình
| Năm       | Tựa đề              | Vai                | Ghi chú                                                |
| --------- | ------------------- | ------------------ | ------------------------------------------------------ |
| 2009      | Surviving Suburbia  | Courtney Patterson | Vai chính                                              |
| 2009      | Hannah Montana      | Tiffany            | Tập: "Jake... Another Little Piece of My Heart"        |
| 2009      | Rita Rocks          | Brianna Boone      | Tập: "Why Can't We Be Friends?"                        |
| 2009–2010 | Sonny with a Chance | Dakota Condor      | Vai trò định kì (seasons 1–2), 6 tập                   |
| 2010–2011 | Good Luck Charlie   | Jo Keener          | Vai trò định kì (seasons 1–2), 4 tập                   |
| 2011      | I'm in the Band     | Ms. Dempsey        | Tập: "Iron Weasel: The Video Game"                     |
| 2011      | Love Bites          | Maddy Tinnelli     | Tập: "TMI"                                             |
| 2012–2015 | Dog with a Blog     | Avery Jennings     | Vai chính                                              |
| 2013      | Fish Hooks          | Amanda             | Diễn viên lồng tiếng Tập: "A Charity Fair to Remember" |
| 2014      | Jessie              | Mackenzie          | Tập: "Creepy Connie 3: The Creepening"                 |
| 2014      | Sofia the First     | Lady Joy           | Diễn viên lồng tiếng Tập: "Sofia the Second"           |
| 2014–2015 | Wander Over Yonder  | Little Bits        | Diễn viên lồng tiếng 2 tập                             |
| 2016      | Roots               | Missy Waller       | Tập phim ngắn Tập: "Part 2"                            |
| 2017      | American Vandal     | Christa Carlyle    | 6 tập                                                  |
| 2019      | Timeline            | Marti              | Vai chính                                              |